# Mario de la Cueva
Mario de la Cueva y de la Rosa (* 11. Juli 1901 in Mexiko-Stadt; † 6. März 1981 ebenda) war ein mexikanischer Jurist und Philosoph sowie Rektor der Universidad Nacional Autónoma de México (UNAM).

## Biografie
Nach dem Besuch des Colegio Francés studierte Cueva Rechtswissenschaften an der Escuela Nacional de Jurisprudencia und später Philosophie und Geschichte an der Escuela Nacional de Altos Estudios (ENAE) der UNAM.
Ab 1929 hatte er Lehrstühle an der Escuela Nacional de Jurisprudencia und an der Escuela Nacional de Economía inne. Von 1938 bis Dezember 1940 war er dort Generalsekretär und im Anschluss bis zum 19. Juni 1942 Rektor. 1945 wurde er Mitglied des ersten Universitätsvorstandes der UNAM. Von 1951 bis zu seiner Emeritierung im Jahr 1961 war er Direktor der Fakultät für Rechtswissenschaften an der UNAM.
Als Rechtswissenschaftler arbeitete er unter anderem in der Redaktionskommission für das mexikanische Bundesarbeitsgesetz in der Fassung von 1970 mit und gab zahlreiche Fachartikel heraus.
De la Cueva war Ehrendoktor der UNAM und der Universidad de San Carlos de Guatemala. 1978 erhielt er den mexikanischen Nationalpreis für Wissenschaften und Schöne Künste in der Kategorie „Geschichte“.